# Raperswilen
Raperswilen é uma comuna da Suíça, no Cantão Turgóvia, com cerca de 440 habitantes. Estende-se por uma área de 7,7 km², de densidade populacional de 57 hab/km². Confina com as seguintes comunas: Berlingen, Ermatingen, Homburg, Salenstein, Steckborn, Wäldi, Wigoltingen.
A língua oficial nesta comuna é o Alemão.

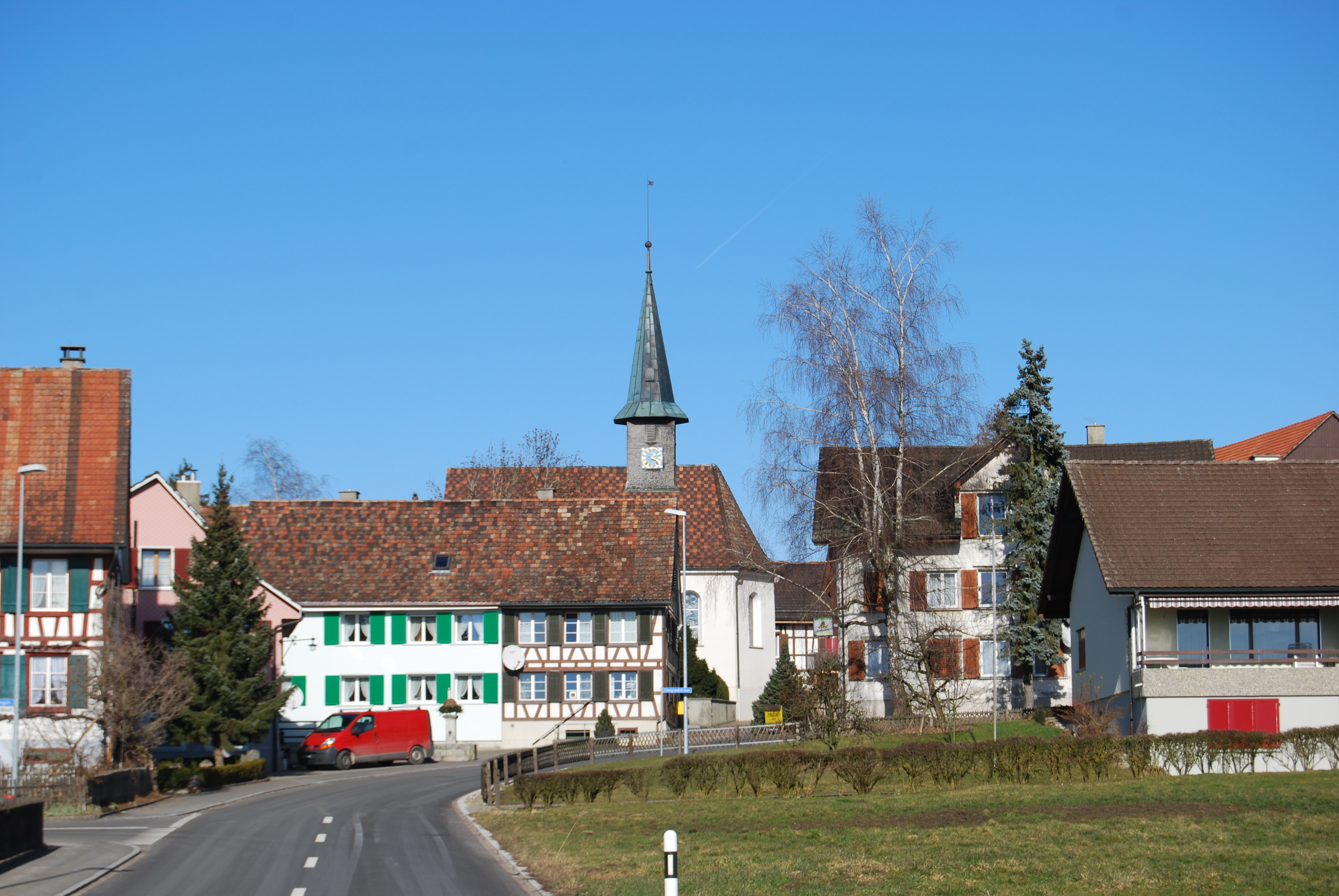
Raperswilen